# Josep Robert Sellés i Camps
Josep Robert Sellés i Camps (Cocentaina, Alicante, 1962) is een Spaans componist, muziekpedagoog en dirigent.

## Levensloop
Na zijn muziekstudie aan het Conservatorio Superior de Música "Óscar Esplà" in Alicante en aan het Conservatorio Superior de Música "Joaquin Rodrigo", in Valencia werd hij dirigent bij verschillende koren. Zo is hij dirigent van de Cor de Cambra “DISCANTUS” in Cocentaina en van de La Agrupación Vocal Eduardo Torres d'Albaida. Tevens is hij dirigent van de banda in zijn geboortestad, de Ateneu Musical Contestà de Cocentaina. Sinds 1991 dirigeert hij deze vereniging en heeft stevig aan de verbetering van het muzikaal niveau gewerkt. 
Als componist is hij minder bekend dan als dirigent, maar hij schreef werken voor harmonieorkest en koren.

## Composities

### Werken voor harmonieorkest
- 2001 Al meu Prim, marcha christiana

### Werken voor koren
- Cor al cor, voor gemengd koor - tekst: Mari Nieves Pascual
- Serra de Mariola, voor gemengd koor - tekst: Marc Granell